# Heth
Heth of Chet (Hebreeuws: חת) was volgens Genesis 10:15 een zoon van Kanaän, en een jongere broer van Sidon. Hij zou de stamvader van de Hettieten zijn.